# Гильом IV (граф Невера)
Гильом IV (фр. Guillaume IV de Nevers; ок. 1130 — 24 октября 1168), граф Невера, Осера и Тоннера с 1161, старший сын Гильома III, графа Осера, Невера и Тоннера, и Иды, дочери Энгельберта, герцога Каринтии, представитель Неверского дома.

## Биография

Средневековый герб графов Невера является современным гербом города Кламси в Ньевре

Гильом был посвящён в рыцари за два года до смерти отца, в 1159 году. После смерти Гильома III в 1161 году его владения оказались разделены между двумя сыновьями. Старший, Гильом IV получил Невер и Осер, а второй, Ги — Тоннер. Против Гильома начали борьбу граф Сансерра Этьен I и граф Жуаньи Рено, но 15 апреля 1163 года Гильом одержал победу над своими оппонентами.
В 1164 году Гильом IV женился на Элеоноре де Вермандуа, дочери Рауля, графа де Вермандуа. Она была вдовой Готфрида, графа Остерванта, сына графа Эно Бодуэна IV. В 1171 году, после смерти Гильома, она вышла в замуж в третий раз за Матье Эльзаского, графа Булони.
Гильом в 1165 году вновь начал борьбу против аббатства Везле, которое в 1161 году возглавил Гильом де Мелло. Он захватил аббатство и потребовал выбрать нового аббата, однако вмешался король Людовик VII, который в 1166 году прибыл в аббатство и восстановил Гильома де Мелло в его правах.
К концу лета 1168 года граф Гильом IV для искупления был вынужден отправиться в Святую землю. Его принял король Иерусалима Амори I для возможности начать военную кампанию против Египта, в которую вошли все христианские силы, за исключением тамплиеров. Сам Гильом не мог участвовать в походе, так как к тому времени уже умер в Акре. Вероятно, большинство рыцарей из его войска были виновны в гибели местного населения в Бильбейсе.
Гильом был похоронен в Вифлееме. Так как он не оставил наследников, Невер и Осер достались его брату Ги, вновь объединившего все три графства.

## Брак
- с 1164 года: Элеонора де Вермандуа (1148/1149 — 19 июня 1213), дочь Рауля, графа де Вермандуа. Детей не имели.